# Cantó de Melun-Sud
El cantó de Melun-Sud és un antic cantó francès del departament del Sena i Marne, que estava situat al districte de Melun. Comptava amb 2 municipis i part del de Melun.
Al 2015 va desaparèixer i el seu territori va passar a formar part del nou cantó de Melun.

## Municipis
- Livry-sur-Seine
- La Rochette
- Melun (part)

## Història
| Data d'elecció                           | Identitat           | Partit           | Qualitat |
| ---------------------------------------- | ------------------- | ---------------- | -------- |
| 1945-1951                                | Marcel Houdet       | Divers droite    |          |
| 1951-1958                                | Marc Jacquet        | RPF, després RS  |          |
| 1958-1963                                | Marcel Houdet       | Divers droite    |          |
| 1963-1979                                | Marc Jacquet        | UDR, després RPR |          |
| 1979-1986                                | René Tabourot       | UDF-CDS          |          |
| 1986-2011                                | Jean-Claude Agisson | UDF, després UMP |          |
| 2011-                                    | Denis Jullemier     | UMP              |          |
| les dades anteriors no són pas conegudes |                     |                  |          |
|                                          |                     |                  |          |